# آگوست براوه
 آگوست براوه (انگلیسی: Auguste Bravais؛ زاده ۲۳ اوت ۱۸۱۱ – درگذشته ۳۰ مارس ۱۸۶۳) یک دانشمند در زمینه بلورنگاری اهل فرانسه بود.